# Кућа у Дунавској улици бр. 7 у Новом Саду
Кућа у Дунавској улици бр. 7 у Новом Саду, изграђена је у другој половини 18. века. Заштићена је као споменик културе од 97. године.

## Положај и изглед
Кућа се налази у Дунавској улици бр. 7 у Новом Саду. Изграђена је у 18. веку, а значајно је обновљена након Буне, 1849. године. Током и крајем 19. века, припадала је породици Петровић. У локалу је тада била смештена гостионица.
Фасада која је изграђена и украшена у стилу романтизма који се јавља доста касније, сведочи о томе да је кућа барем још једанпут обновљена. На уличној страни, налази се плитак ризалит са две вертикале отвора.
Прозори на спрату имају више окана, а једно од њих је традиционални „луфт-фенстер”. Карактеришу се плитком сегментном конструкцијом. Изнад прозора изведени су једноставни архитравни фронтови, а испод су профилисане клупчице. У оси отвора изведене су таванске розете.
Коритасти и сферни сводови налазе се изнад подрума, степеништа и приземља. Приземље у левом углу карактерише двокрилна гвоздена капија већих димензија са плитким ливеним орнаментима. Орнаменти су изведени по угледу на готику. Десно од капије налазе се три отвора локала правоугаоног облика која су накнадно осавремењена. Надсветло је у виду застакљених поља квадратног облика.
Кућа представља јединствени примерак симбиозе романтизма и раног барока.